# 심소연
심소연은 대한민국의 드라마 연출가이다. 

## 연출

### 드라마
- 2018년 MBC 주말 연속극 《부잣집 아들》 ... 공동연출
- 2019년 MBC 월화 미니시리즈 《웰컴2라이프》 ... 공동연출
- 2021년 MBC 수목 4부작 단막극 《목표가 생겼다》 ... 연출
- 2022년 MBC 주말 미니시리즈 《일당백집사》 ... 연출